# Irvingiovité

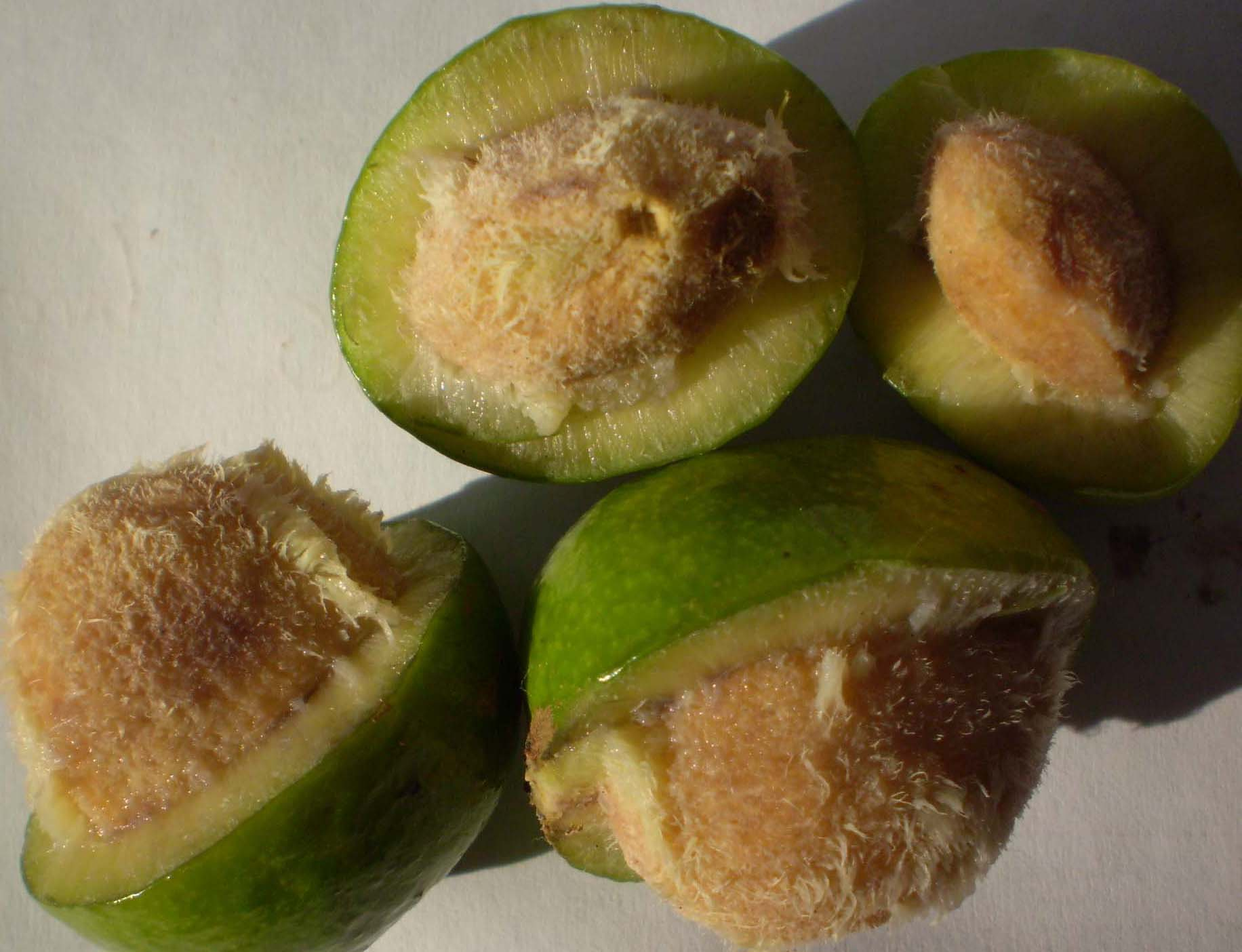
Plody Irvingia malayana

Irvingiovité (Irvingiaceae) je čeleď vyšších dvouděložných rostlin z řádu malpígiotvaré (Malpighiales).

## Popis
Stromy s jednoduchými střídavými kožovitými listy s velkými opadavými palisty. Listy jsou celokrajné, se zpeřenou žilnatinou.
Květy jsou drobné, oboupohlavné, pravidelné, v latách. Kalich i koruna je z 5 volných lístků.
Tyčinky jsou volné, v počtu 10 nebo méně často 9.
Semeník je svrchní, srostlý ze 2 nebo 5 plodolistů, se stejným počtem komůrek a s 1 čnělkou.
Plodem je peckovice nebo samara.
Čeleď zahrnuje celkem 10 druhů ve 3 rodech a je rozšířena v rovníkové Africe a jihovýchodní Asii.

## Taxonomie
Rody této čeledi byly dříve řazeny do čeledi Simaroubaceae.
Taxonomické vztahy čeledi Irvingiaceae s ostatními čeleděmi řádu malpígiotvaré (Malpighiales) jsou stále nedořešené. V systému APG IV z roku 2016 byl do čeledi Irvingiaceae přeřazen rod Allantospermum, v předchozích verzích řazený do čeledi Ixonanthaceae.

## Zástupci
- irvingie (Irvingia)[2]

## Význam
Semena Irvingia gabonensis z tropické západní Afriky obsahují až 60 % tuku a chutnají podobně jako mandle. Z tuku se
připravuje tzv. dikové máslo, slouží ale i k výrobě mýdel, svíček a kosmetických přípravků.
Tuk ze semen asijské Irvingia oliveri je v Indočíně znám jako máslo cay-cay.

## Seznam rodů
Allantospermum, Desbordesia, Irvingia, Klainedoxa